# Super Mario 64
Super Mario 64 (яп. スーパーマリオ64)— культова відеогра жанру платформера, що вийшла в 1996 році для гральної приставки Nintendo 64. Разом з Pilotwings 64 гра стала одним із тайтлів, що стали доступними вже при виході нової консолі. Вона стала найпродаванішою грою для своєї платформи (за даними на травень 2003 року, всього було продано понад 11 мільйонів копій) і однієї з найбільш продаваних в історії ігор (внесена в Книгу рекордів Гіннесса в кінці 2007 року). Super Mario 64 отримала безліч нагород (як і її дизайнер, Сігеру Міямото), і неодноразово потрапляла на призові місця списків «Найкращих ігор всіх часів» в різних ігрових виданнях і при інтернет-голосуваннях.

## Ігровий процес

Кадр з гри. На зображенні Маріо перебуває в центрі екрану. Вгорі можна побачити інтерфейс, що показує життя та монети й зірки

Super Mario 64 вважається першою тривимірною відеогрою в серії Mario. Проте, технічно, першою «тривимірною» грою в серії був платформер Mario Clash на Virtual Boy, в якій гравець міг переміщати Маріо між переднім і заднім планом. Але в Super Mario 64 вперше з'явилася справжня тривимірність, з можливістю руху в довільному напрямі, тривимірними полігональними моделями замість двовимірних спрайтів і великими відкритими просторами, доступними для дослідження.
У цій грі гравець керує Маріо, що подорожує по рівнях, вхід до кожного з яких знаходиться в картині у замку. Метою проходження кожного рівня є зібрати сховані на ньому зірки. Спочатку доступний один рівень, після проходження котрого відкривається доступ до інших, а той у свою чергу відкриває наступні. Протагоніст здатен не лише ходити, бігати й стрибати, як в попередніх іграх, а також іти, пригнувшись, повзати, лазити по стінах і плавати.
Маріо в цій грі може робити виконувати трюки для подолання перешкод, такі як стрибати з розбігу, відштовхуватись від стін, робити сальто в повітрі. Крім того, він може користуватися бонусами у вигляді кепок, що дозволяють тимчасово літати, стати невидимим або невразливим. Після виконання особливих умов на рівні відкриваються додаткові бонуси, котрі дозволяють пробратися в секретні місця. Наприклад, герой може вилетіти з гармати у віддалене місце, або підняти блок, по якому пройти в недоступну раніше локацію. Додатково, Маріо має змогу битися: вдаряти кулаком або черевиком, виконувати підсічки, жбурляти бомби або пускати по землі черепашок.
Маріо володіє запасом енергії, що втрачається при зіткненні з ворогами чи іншими небезпеками. Втративши всю енергію, Маріо одразу ж покидає поточний рівень. Поповнюється енергія від збирання монет, що розкидані на рівнях, або випадають з переможених ворогів. 50 звичайних жовтих монет дають додаткове життя, а кожна синя монета дорівнює 5 жовтим. Червоні монети дорівнюють 2 жовтим, але потрібні для отримання зірок на деяких рівнях — для отримання зірки слід зібрати 8 таких монет. Підібравши бонус у вигляді серця, Маріо також поповнює частку енергії (її обсяг залежить від швидкості в момент підбирання), а взявши традиційний для серії гриб, отримує додаткове життя.
Деякі двері в замку, що відкриваються в міру проходження, ведуть до битв із Боузером. У боях з ним належить зуміти схопити лиходія за хвіст і скинути на бомби.

## Сюжет
Події відбуваються в замку принцеси Піч, що складається з 3-х поверхів, підвалу, рову та подвір'я. Трав'яниста місцевість поза замком призначена для проходження навчання та тренувань. Усередині замку знаходяться квартири та двері, що ведуть на різні рівні. Деякі з них приховані, вимагаючи для відкриття виконання особливих умов.
На початку Маріо отримує листа від принцеси Піч, де вона запрошує його до замку скуштувати торт. Прибувши на місце, Маріо виявляє, що замок захопив Боузер і ув'язнив принцесу з її слугами в різних місцях з допомогою 120-и чарівних зірок. Маріо береться досліджувати замок і розшукувати ці зірки. Йому доводиться зіткнутися з Боузером і отримати після цього ключ від другого поверху. Потім, після наступного бою, він отримує ключ від третього.
Після третьої битви накладені Боузером чари розвіюються і принцеса звільняється з вітража, де лиходій її ув'язнив. Піч цілує Маріо в ніс і пече для нього торт.

## L is real 2401

Табличка з написом

З відеогрою пов'язана міська легенда, згідно з якою після виконання певних дій розблокується можливість гри за Луїджі. Вона отримала назву L is real 2401 та була названа «важливою частиною історії серії Super Mario», а також є одним із найпопулярніших відеоігрових міфів. В 1996 році видання IGN запропонувало приз у розмірі 100 доларів тому, хто зможе відкрити Луїджі, але це не дало результатів. Біля замку принцеси Піч знаходиться фонтан, на ньому є табличка з розмитим текстом. Гравці вважали, що на ній написано L is real 2401. Цифра, на їхню думку, означала кількість монет, яку потрібно отримати для відкриття Луїджі, або кількість кіл, що потрібно пробігти навколо фонтану. Жодна з дій не дала результату.
Nintendo спростувала прихований зміст напису в 1998 році, коли фанат отримав лист від компанії, де говорилося про те, що програмісти додали текст як жарт та він нічого не означає. У липні 2020 року, через 24 роки та 1 місяць після початкового випуску Super Mario 64, у файлах гри, злитих в мережу в ході події, відомої як Nintendo Gigaleak, були виявлені невикористані ассети Луїджі з видаленого багатокористувацького режиму. Табличка також з'являється у грі The Legend of Zelda: Ocarina of Time, тому видання Game Rant припустило, що вона є загальним ассетом для всіх ігор Nintendo.